# Олеат ртути(II)
Олеат ртути(II) — химическое соединение,
соль ртути и олеиновой кислоты
с формулой Hg(C17H33COO)2,
пастообразной вещество от желтоватого до красного цвета,
не растворяется в воде.

## Получение
- Реакция растворов олеата натрия и хлорида ртути:

{\displaystyle {\mathsf {HgCl_{2}+2NaC_{17}H_{33}COO\ {\xrightarrow {}}\ Hg(C_{17}H_{33}COO)_{2}\downarrow +2NaCl}}}
- Реакция оксида ртути(II) олеиновой кислоты:

{\displaystyle {\mathsf {HgO+2HC_{17}H_{33}COO\ {\xrightarrow {}}\ Hg(C_{17}H_{33}COO)_{2}\downarrow +H_{2}O}}}

## Физические свойства
Олеат ртути(II) образует пастообразное вещество от желтоватого до красного цвета.
Не растворяется в воде,
ограничено растворяется в органических растворителях.

## Применение
- Антисептик.
- В медицине для приготовления ртутных мазей.